# Pseudoliparis (vis)
Pseudoliparis is een geslacht van straalvinnige vissen uit de familie van slakdolven (Liparidae).

## Soorten
- Pseudoliparis amblystomopsis (Andriashev, 1955)
- Pseudoliparis belyaevi Andriashev & Pitruk, 1993